# Kruškovac (drank)
De Kroatische drank Kruškovac is een likeur met een alcoholpercentage van rond de 25% en een opvallende oranje kleur die vergelijkbaar is met die van oranjebitter. De likeur wordt gemaakt van peren.
Het wordt vaak gedronken met ijs of gemixt met 7Up of sinaasappelsap.